# Мортон, Тимоти
Тимоти Блоксэм Мортон (англ. Timothy Morton; 19 июня 1968 года) — британский философ, профессор имени Риты Ши Гаффи в Университете Райса. Член движения объектно-ориентированной философии; работа Мортона направлена на исследование пересечения объектно-ориентированной мысли и экологических исследований.

## Творчество
Использовать термин «гиперобъекты» Мортона вдохновила песня 1996 года певицы Бьорк — 'Гипербаллада'. Хотя термин «гиперобъекты» (обозначал n-ое кол-во лиц) использовался в области компьютерных наук с 1967 года. Мортон использует этот термин, чтобы объяснить объекты, которые столь массово распределены во времени и пространстве и которые выходят за пределы локализации, такие как изменение климата и пенопласт. Его недавняя книга «Человечество: солидарность с нечеловеческими людьми» исследует разделение между людьми и нечеловеческими людьми и с объектно-ориентированной онтологической точки зрения, утверждает, что людям необходимо радикально переосмыслить то, как мы понимаем и относимся к нечеловеческим животным и природе в целом, продолжая исследовать политические последствия таких изменений. Мортон также много писал о литературе Перси Биша Шелли и Мэри Шелли, романтизме, исследованиях диеты и экотеории.

### Экологическая теория
С 2009 года Мортон участвует в проекте экологической критики. В честь этого были созданы 2 работы: «Экология без природы» (2007) и «Экологическая мысль» (2010). Посредством этих работ, он проблематизирует экологическую теорию с точки зрения экологической запутанности. В работе «Экология без природы» Мортон предлагает отказаться от экологической критики бифуркации природы и цивилизации или от мысли о том, что природа существует как нечто, что поддерживает цивилизацию, но существует вне стен общества.
Как утверждает Мортон:
В публикациях на экологическую тему продолжают настаивать на том, что мы «встроены» в природу. Природа-это окружающая среда, которая поддерживает наше существование. Из-за свойств риторики, которая приводит к мысли об окружающей среде, публикации в сфере экологии никогда не смогут правильно установить, что является природой и, таким образом, обеспечить убедительную и последовательную эстетическую основу для нового мировоззрения, которое призвано изменить общество. Это небольшая операция, похожая на опрокидывание домино…Вознесение на пьедестал чего-то под названием Природа и любование ею издалека делает для окружающей среды то, что патриархат делает для фигуры женщины. Это парадоксальный акт садистского восхищения.
Рассматривая «природу» как произвольный текстовый символ, Мортон теоретизирует художественные представления об окружающей среде как основание для открытия идей природы новым возможностям. Стремясь найти эстетический способ, учитывая дифференциальный, парадоксальный и не идентифицированный характер окружающей среды, он предлагает материалистический метод текстуального анализа под названием «поэтика окружающей среды», в котором художественные тексты всех видов рассматриваются с точки зрения того, как они управляют пространством, в котором они появляются, тем самым настраивая чувствительность аудитории к формам естественного представления, которые противоречат идеологическому кодированию природы как трансцендентный принцип. История такой формы поэтики позволяет политизировать экологическое искусство и его «экомимезис» и поделиться опытом с аудиторией.
Искусство также является важной темой в работе «Экологическая мысль», которая являлась «приквелом» к работе «Экология без природы», в которой Мортон предлагает концепцию «темной экологии» как средства выражения «иронии, уродства и ужаса» экологии. С точки зрения темной экологии, не существует нейтральной теоретической основы для формулирования экологических требований. Вместо этого, все существа уже вовлечены в экологическое, что требует признания сосуществующей разницы для преодоления экологической катастрофы, которая, по словам Мортона, «уже произошла». С темной экологией тесно связана концепция «сетки» Мортона. Определяя экологическую мысль как «мышление взаимосвязанности», Мортон, таким образом, использует «сетку» для обозначения взаимосвязанности всего живого и неживого, состоящей из бесконечных связей и бесконечно малых различий.
Он объясняет:
Экологическая мысль, действительно, состоит из поистине замечательного факта — сетки. Все формы жизни являются сеткой, также, как и все мертвые, как и их среды обитания, которые также состоят из живых и неживых существ. Теперь мы знаем ещё больше о том, как формы жизни сформировали Землю (подумайте о нефти, кислороде—первом катаклизме изменения климата). Мы ездим по измельченным частям динозавров. Железо в основном является побочным продуктом бактериального метаболизма. Как и кислород. Горы могут быть сделаны из раковин и окаменелых бактерий. Смерть и сетка тоже идут вместе в каком-то смысле, потому что естественный отбор подразумевает вымирание.
В сетке нет центрального положения, которое дает привилегию любой форме быть над другими и тем самым стирает окончательные внутренние и внешние границы существ. Подчеркивая взаимозависимость существ, экологическая мысль «не допускает расстояния», так что все существа, как говорят, связаны друг с другом в суммирующей открытой системе, делая неоднозначными те сущности, с которыми мы предполагаем знакомство. Мортон называет эти двусмысленные вписанные существа «странными незнакомцами» или существами, которые не могут быть полностью поняты и помечены. В сетке даже странность «странных незнакомых людей», которые связаны друг с другом, означает, что чем больше мы знаем об объекте, тем более чужим он становится. Тогда близость становится угрожающей, потому что она покрывает сетку под иллюзией знакомого.

### Объектно-ориентированная онтология
Мортон стал заниматься объектно-ориентированной онтологией после того, как его экологические работы были соотнесены с идеями изменений. Одним из отличий его работы от других работ объектно-ориентированной мысли является её ориентация на причинно-следственное измерение объектных отношений. В отличие от традиционной философии Мортон утверждает, что причинно-следственная связь является эстетическим измерением отношений между объектами, в котором чувственный опыт указывает не на прямой доступ к реальности, а скорее на сверхъестественное нарушение ложного онтического равновесия межобъективной системы. Причиной, по мнению этой точки зрения, считается иллюзорный или «волшебный», формирующий ядро того, что Мортон считает «реалистичной магией». Причинно-следственная связь, с этой точки зрения, считается иллюзорной или «магической», образуя основу того, что Мортон называет «реалистичная магия».

### Гиперобъекты
В экологических размышлениях Мортон использовал термин «гиперобъекты» для описания объектов, которые настолько массово распределены во времени и пространстве, что выходят за пределы пространственно-временного характера, такие как глобальное потепление, загрязнение пенопластовыми отходами и радиоактивный плутоний.
Он впоследствии перечислил пять характеристик гиперобъектов:
1. Вязкость: Гиперобъекты прилипают к любому другому объекту, к которому они прикасаются, независимо от того, насколько сильно объект пытается сопротивляться. Таким образом, гиперобъекты берут верх, чем больше объект пытается противостоять гиперобъекту, тем сильнее он приклеивается к гиперобъекту.
2. Расплавленность: Гиперобъекты настолько огромны, что они опровергают идею о том, что пространство и время неизменны, конкретны и последовательны.
3. Нелокальность: Гиперобъекты распределены по всему пространству во времени и пространстве так широко, что их совокупность не может быть реализована ни в одном конкретном локальном проявлении. Например, глобальное потепление является гиперобъектом, которое воздействует на метеорологические условия, как, например, образование торнадо. Однако, по словам Мортона, объекты не ощущают глобального потепления, а лишь испытывают торнадо, поскольку он наносит урон. Таким образом, нелокальность описывает способ, в котором гиперобъект становится более существенным, чем локальные проявления, которые он производит.
4. Поэтапность: Гиперобъекты занимают более высокое место, чем другие обычные объекты. Таким образом, гиперобъекты появляются и исчезают в трехмерном пространстве, но если бы наблюдатель мог иметь более высокое многомерное представление то, они выглядели бы иначе
5. Межобъектность: Гиперобъекты формируются связью между несколькими объектами. Следовательно, объекты могут только воспринимать след гиперобъекта на других объектах, которые раскрываются как источник информации. Например, глобальное потепление образуется в результате взаимодействия между Солнцем, полезными ископаемыми и углекислого газа среди других объектов. Тем не менее, глобальное потепление становится заметным благодаря уровням выбросов, изменениям температуры и уровней океана.

По словам Мортона, гиперобъекты становятся заметными не только в эпоху экологического кризиса, но и предупреждают людей об экологических допросах, определяющих их дальнейшую жизнь. Кроме того, способность гиперобъектов пережить изменения к менее материальным культурным ценностям в сочетании с угрозой, которую многие такие объекты представляют для органической материи (то, что Мортон называет «демонической инверсией священных веществ религии»)